# Alexis Moulin-Debord
Pour les articles homonymes, voir Moulin (homonymie) et Debord.
Alexis Moulin-Debord est un homme politique français né le 10 octobre 1780 à Saint-Gérand-le-Puy (Allier) et mort le 7 juillet 1859 à Cusset (Allier).

## Biographie
Président du tribunal de première instance de Cusset, il est député de l'Allier de 1839 à 1842, siégeant à gauche, dans l'opposition à la Monarchie de Juillet.

## Sources
- « Alexis Moulin-Debord », dans Adolphe Robert et Gaston Cougny, Dictionnaire des parlementaires français, Edgar Bourloton, 1889-1891 [détail de l’édition]